# 喬爾諾耶湖 (涅韋爾區)
55°44′39″N 29°32′47″E / 55.74417°N 29.54639°E
喬爾諾耶湖（俄语：Чёрное），是俄羅斯的湖泊，位於該國西北部，由普斯科夫州負責管轄，處於涅韋爾區，面積1.7平方公里，集水區面積12.8平方公里，平均水深3米，最大水深6米。